# K’inich Kan Bahlam II

Glif z imieniem władcy

K’inich Kan Bahlam II znany też jako Chan Bahlum II (ur. 20 maja 635, zm. 16 lutego 702) – majański władca miasta Palenque i następca K’inich Janaab’ Pakala. Panował w latach 684-702.
Był najstarszym synem Pakala Wielkiego i Tz’akbu Ajaw. Władzę objął 7 stycznia 684 roku w wieku 48 lat, krótko po śmierci ojca. Z powodzeniem kontynuował jego politykę stabilizacyjną i rozwojową miasta. Za jego rządów rozpoczęto wznoszenie trzech piramid określanych jako tzw. Grupa Krzyża, w której skład wchodziła Świątynia Słońca, Świątynia Krzyża oraz Świątynia Ulistnionego Krzyża. Każda była poświęcona innemu bóstwu, a ich wnętrza zdobiły inskrypcje oraz panele z wizerunkami władcy. Wszystkie te zabiegi miały służyć podkreśleniu jego związku z boskimi patronami miasta i ugruntować prawo do dziedziczenia tronu. Cały kompleks został w 692 roku poświęcony przez K’inich Kan Bahlam II z okazji końca trzynastego k’atuna.
Duże znaczenie w czasie jego rządów miało także rozszerzanie wpływów wojskowych i politycznych. W 687 roku zorganizował udaną kampanię zbrojną przeciwko królestwu Toniná. Nie wiadomo dokładnie co było tego przyczyną, ale możliwe, że chęć zemsty na władcy królestwa Puh-Tz’amalu, za zawarcie paktu z największym wrogiem Palenque – Kaan. K’inich Kan Bahlam II z powodzeniem wpływał też na wydarzenia w pobliskich miastach Moral-Reforma, La Mar i Anaite, dzięki czemu rozszerzył wpływy Palenque na znacznych obszarach równiny Tabasco.
Jednakże w schyłkowym okresie jego panowania nastąpiło widoczne osłabienie pozycji miasta, gdyż nowy król Toniny, K’inich Baaknal Chaak przypuścił na nie kilka ataków w latach 692-696, a w 711 roku za rządów jego następcy wzięto do niewoli następcę K’inich Kan Bahlama II.
Zmarł po 18 latach rządów 16 lutego 702 roku. Ponieważ nie pozostawił potomka, następcą został jego młodszy brat K’inich K’an Joy Chitam II. Archeolodzy przypuszczają, że grobowiec króla znajduje się w którejś z piramid tzw. Grupy Krzyża, ale dotychczas nie został on odnaleziony.